# Shulba Sutras
Os Śulba Sūtras são vários textos do tipo sūtra, que pertencem aos rituais śrauta. Foram escritos em distintas épocas por distintos autores. Em geral contém dados geométricos (relacionados principalmente com a construção de altares de fogo) e tentativas de resolução da quadratura do círculo).